# Brzeziny (Nysa)
Pour les articles homonymes, voir Brzeziny (homonymie).

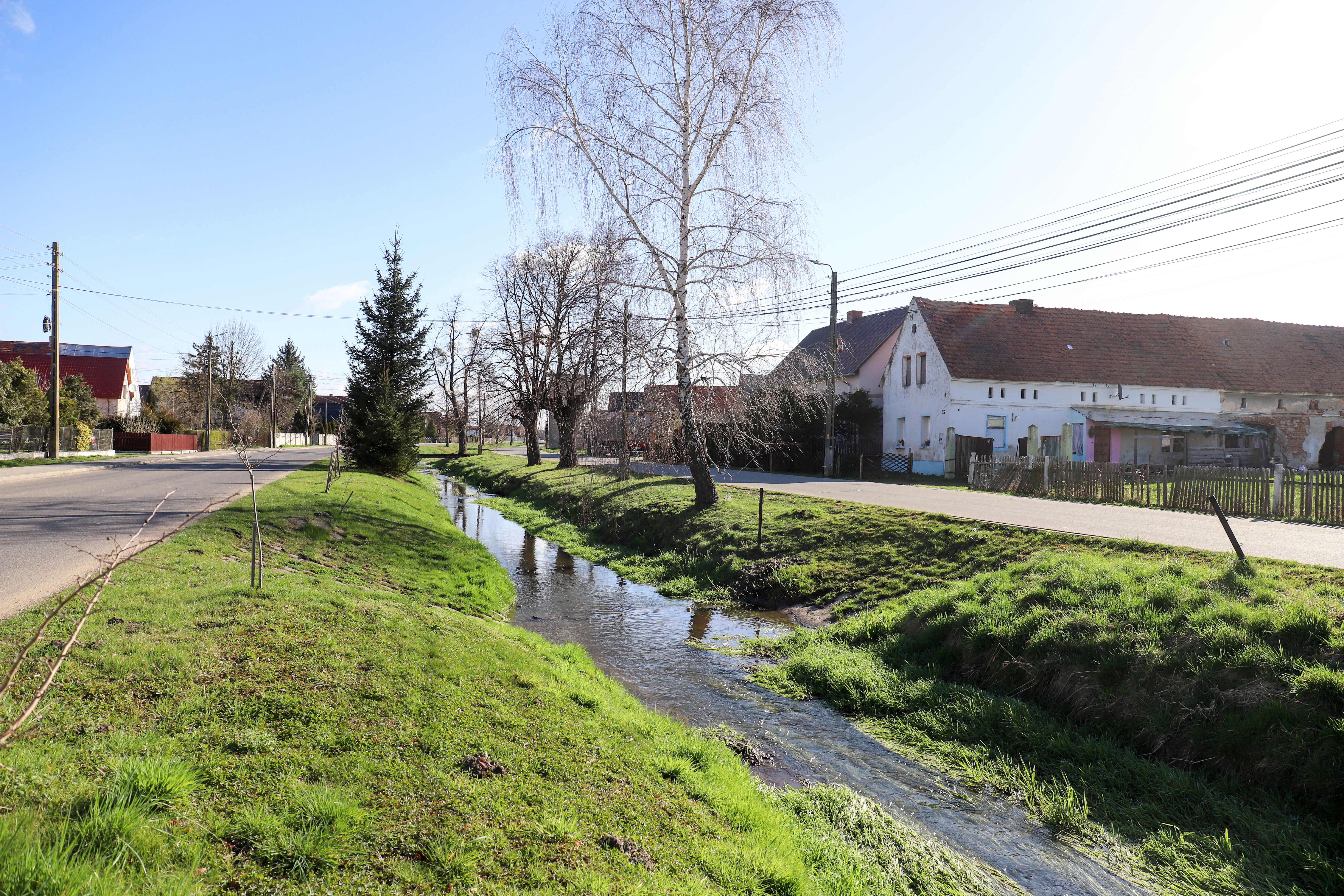
Photo du village de Brzeziny

Brzeziny est une localité polonaise de la voïvodie d'Opole et du powiat de Nysa.

## Histoire
De 1742 à 1945, Groß Briesen fait partie de l'arrondissement de Grottkau dans le district d'Oppeln au sein de la province de Silésie.